# Mellanfot

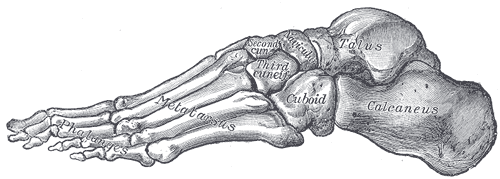
Läge i fotskelettet

Mellanfoten (latin metatarsus) utgörs av fem mellanfotsben, ossa metatarsalia. Det är de ben som sitter mellan vristbenen och tåbenen.

## Leder

Ben i höger fot. Dorsal yta. Mellanfotsbenen visas i gult

Varje metatarsalt bens bas ledar mot ett eller flera av vristbenen vid de tarsometatarsala lederna, och huvudet mot ett av den första raden av tåbenen vid de metatarsofalangala lederna. Deras baser ledar även mot varandra vid de intermetatarsala lederna
- Det första metatarsala ledar mot det inre kilformade benet, och i mindre utsträckning mot det mellersta kilformade benet.[1]
- Det andra mot alla tre kilformade benen.[1]
- Det tredje mot det yttre kilformade benet.[1]
- Det fjärde mot det yttre kilformade benet och tärningsbenet.[1]
- Det femte mot tärningsbenet.[1]